# Isaak Tirion
Isaak Tirion (Utrecht, 1705. − Amsterdam, 1765.) nizozemski kartograf i izdavač koji je djelovao u Amsterdamu tijekom 18. stoljeća.
Objavio je brojne kartografske radove i atlase. Od posebnog značaja izdvajaju se zemljovidi Nizozemska tiskani u dvanaest dijelova, te Tegenwoordige Staat van alle Volken u 45 dijelova. Ostali radovi izdavani su kao atlasi.

## Poveznice
- Povijest kartografije